# Jules François Richard
Pour les articles homonymes, voir Richard.
Jules François Richard est un homme politique français né le 1er janvier 1810 à La Mothe-Saint-Héray (Deux-Sèvres) et mort le 10 juillet 1868 à La Mothe-Saint-Héray.

## Biographie
Journaliste dans plusieurs journaux du Poitou, il s'occupe aussi beaucoup d'histoire locale. Il est député des Deux-Sèvres de 1848 à 1849, siégeant à droite. Il est secrétaire de l'Assemblée. Militant catholique, il contribue à la création de nombreuses sociétés de Saint-Vincent-de-Paul. il est maire de la Mothe-Saint-Héray de 1866 à 1868.

## Sources
- « Jules François Richard », dans Adolphe Robert et Gaston Cougny, Dictionnaire des parlementaires français, Edgar Bourloton, 1889-1891 [détail de l’édition]